# Regione codificante del DNA
La regione codificante di un gene, anche conosciuta come sequenza codificante (in inglese CDS, coding DNA sequence), è quella porzione del DNA o RNA di un gene, composta da esoni, che codifica per proteine. 
La regione è delimitata vicino all'estremità 5' dal codone di inizio e vicino all'estremità 3' dal codone di stop. La regione codificante nell'mRNA è delimitata dalla 5'-UTR (5' untranslated region) e dalla 3'-UTR (3' untranslated region), che sono anche parti dell'esone. Il CDS è quella porzione di una trascrizione mRNA che è tradotta da un ribosoma.
La regione codificante di un organismo è la somma totale del genoma dell'organismo che è composta dalle sue regioni codificanti.

## Annotazione di sequenza codificante
Mentre l'identificazione di quadri di lettura aperti all'interno di una sequenza DNA è semplice, identificare le sequenze codificanti non lo è, perché la cellula traduce solo un insieme di tutti i quadri di lettura aperti in proteine. Al momento la predizione del CDS usa campionamenti e sequenziamenti dell'mRNA dalle cellule, sebbene rimanga il problema di determinare quali parti di un dato mRNA sono realmente tradotti in proteine. La predizione del CDS è un sottoinsieme della predizione genica, che include anche la predizione delle sequenze del DNA che codificano non solo per proteine ma anche per altri elementi funzionali come i geni RNA e le sequenze regolatorie.